# 마티아스 에나르
마티아스 에나르(프랑스어: Mathias Énard, 1972년 ~ )는 프랑스의 소설가이다. 소설 〈나침반〉(Boussole)으로 2015년 공쿠르상을 수상하였다. 〈나침반〉은 빈 출신의 음악 연구가 '프란츠 리터'가 잠을 뒤척이며 동서양의 문명 교류에 관해 생각하는 내용을 담고 있다.
1972년 출생한 에나르는 파리 동양어 전문 대학교에서 아랍어와 페르시아어를 전공하였고, 테헤란, 베를린 베이루트를 거쳐 현재는 바르셀로나에 살고 있다. 그의 작품에는 중동에 대한 애정이 많이 담겨 있다.